# میستر سافتی
میستر سافتی (انگلیسی: Mister Softee) شرکت صنایع غذایی آمریکایی است، که در سال ۱۹۵۶ تأسیس شد.